# 死前之吻 (1991年電影)
《死前之吻》（英語：A Kiss Before Dying）是一部1991年英、美兩國合作拍攝的電影。由傑姆斯·迪爾登執導，以艾拉·莱文獲得1954年愛倫·坡獎「最佳新作」榮銜的同名小說改編而成。該書已兩度拍成電影。本片演員有馬特·迪龍、西恩·楊等人。

## 劇情
喬納森·柯立斯（馬特·迪龍飾）是一個夢想發財的窮大學生。自幼年起，他便痴迷於一家名為卡爾森銅業公司的巨大財富。就讀於賓州大學時，他開始與該公司老闆托爾·卡爾森（馬克斯·馮·席斗飾）的千金桃樂絲（西恩·楊飾）秘密約會，企圖藉此進入豪門。當桃樂絲得知自己懷孕時，她向喬納森說如果保守的父親知道自己懷孕，將會切斷財務支援及繼承權。喬納森不甘就此罷手，便謀殺了她，並佈置成自殺的情境，然後動身前往紐約。
他很快認識在社會福利機構任職的桃樂絲雙胞胎姐姐——艾倫·卡爾森（仍由西恩·楊飾），並贏得她的芳心。這一次的追求行動順利得多，他成功地與艾倫結婚，並進入岳父的公司擔任要職。
然而，艾倫認為雙胞胎妹妹的死亡充滿疑點，便親自深入調查，試圖尋找真相。在探索一連串與桃樂絲有關的命案後，她終於鎖定妹妹的神秘情人......。

## 演員
- 馬特·迪龍 飾 喬納森·柯立斯
- 西恩·楊 飾 艾倫 與 桃樂絲·卡爾森（一人分飾兩角）
- 黛安娜·雷德 飾 柯立斯太太（喬納森母親）
- 馬克斯·馮·席斗 飾 托爾·卡爾森
- 傑姆斯·朋方提 飾 幼年喬納森
- 莎菈·凱勒 飾 演說者
- 瑪莎·葛曼 飾 派翠西亞·法倫
- 麗亞·張 飾 鞋店女店員
- 伊芙特·葉德哈特 飾 尖叫的女人
- 吉姆·費菲 飾 泰瑞·迪特
- 拉雪爾·卡爾 飾 播報員
- 布萊尼·格拉斯可 飾 女服務生
- 夏恩·里默 飾 馬利處長
- 傑姆斯·盧索 飾 丹·柯瑞里
- 亞當·霍洛維茲 飾 傑·法拉迪

## 外部連結
- 互联网电影数据库（IMDb）上《A Kiss Before Dying》的资料（英文）
- A Kiss Before Dying （页面存档备份，存于） at DVD Beaver (includes images)
- A Kiss Before Dying film trailer at ReelzChannel